# Rajiv van La Parra
Rajiv van La Parra (Rotterdam, 4 de junho de 1991) é um futebolista profissional neerlandês que atua como meia. Atualmente joga no UD Logroñés.

## Carreira

### Caen
Parra atuou nas categorias de base do Feyenoord, mas fez sua estreia profissional no SM Caen, na Ligue 1, em  8 de Novembro 2008. Parra esperava um crescimento no seu futebol na liga francesa.
No clube atuou de 2008 até 2011, na equipe B e principal e marcou seu primeiro gol contra o Guingamp.

### Heereenven
Em 2011, voltou ao país natal para atuar no SC Heerenveen.

### Huddersfield Town
La Parra se transferiu para o Huddersfield Town, em 2016.

## Títulos
Huddersfield Town
- EFL Championship play-offs: 2016–17[2]